# Valentin Oswald Ottendorfer
Valentin Oswald Ottendorfer (ur. 14 lutego 1826 w Svitavach, zm. 15 grudnia 1900 w Nowym Jorku) – czeski mecenas sztuki niemieckiej narodowości, twórca wielu budowli w Svitavach, w tym Domu Ottendorferów, mieszczącego obecnie Muzeum Esperanto.
Studiował w Pilźnie, Wiedniu i Pradze. Po rewolucji w 1848 musiał emigrować do USA, gdzie pracował w największym niemieckim czasopiśmie – New-Yorker Staats-Zeitung. W 1859 ożenił się z wdową po właścicielu drukarni – Anną. 
W 1892 ufundował w Svitavach największą niemieckojęzyczną bibliotekę na Morawach (22 tysiące woluminów) – Dom Ottendorferów. Była ona wzorcowa dla całego ówczesnego państwa austro-węgierskiego. Wraz z małżonką ufundowali także bibliotekę i szpital w Nowym Jorku, z przeznaczeniem dla niemieckich imigrantów. Oba te obiekty zostały wpisane do rejestru zabytków amerykańskich.